# Elio de Angelis
Elio de Angelis (n. 26 martie 1958, Roma, Italia – d. 15 mai 1986, Marsilia, Franța) a fost un pilot italian de Formula 1 care a activat în perioada 1979 - 1986 pentru echipele Shadows, Lotus și Brabham. Lui Elio De Angelis îi plăcea să cânte la pian. Metoda lui de a cânta la pian a fost modelată nu numai de profesionalism, dar și de virtuozitate.

## Carieră
Elio de Angelis s-a născut la Roma. Tatăl său, Giulio de Angelis, a fost un notabil pilot de curse pe apă. După o perioadă scurtă în care a practicat cartingul, a continuat în formula 3 câștigând în 1977 Campionatul Italian de Formula Trei. În 1978, el a concurat în British Formula Series.
În 1979 a debutat în formula 1 la echipa Shadow. A încheiat cursa din Argentina pe locul 7, iar campionatul pe locul 15 cu doar 3 puncte. În 1980 a semnat un contract cu echipa Lotus, iar la vârsta de 21 a fost aproape de a devenit cel mai tânăr câștigător de Grand Prix din toate timpurile, când a terminat pe al doilea loc Marele Premiu al Braziliei de la Interlagos. Prima lui victorie a fost în 1982 la Marele Premiu al Australiei, cu 0,05 secunde mai rapid decât Keke Rosberg.  Victoria a fost și ultima pe care managerul echipei Lotus, Colin Chapman, a reușit să o săbătorească. Chapman a murit în decembrie anul respectiv, iar Peter Warr a devenit noul director al echipei Lotus. 
În 1983 Lotus a schimbat motoarele Cosworth cu cele Renault, dar s-a dovedit a fi un an dezamăgitor pentru echipa britanică. Cel mai bun rezultat a lui Elio de Angelis a fost un loc 5 la Marele Premiu al Italiei din 1983. În 1984 De Angelis a avut un sezon mai reușit, acumulând un total de 34 de puncte. 
În 1985, De Angelis a părăsit echipa Lotus la sfârșitul sezonului după ce și-a dat seama că toate eforturile echipei se concentrau asupra colegului de echipă Ayrton Senna. De Angelis a concurat pentru echipa Brabham ca și înlocuitor al dublului campion mondial Nelson Piquet.

## Moartea
Pe 14 mai 1986, în timpul testelor de la circuitul Paul Ricard din Franța, Elio de Angelis a parcurs 17 tururi de pistă când aripa spate s-a desprins la viteza a șasea. Nu au existat martori oculari în timpul accidentului. Rămășițele aripii spate au zburat peste bariera de protecție. De Angelis a fost scos, inconștient și cu leziuni la cap, din cabina de pilotaj de către mecanicii lui și nu de către echipa de salvare. În ziua urmatoare a decedat la spitalul La Timone din Marseilles în care a fost internat.